# Roncus paulipetrou
Espèce
Roncus paulipetrou est une espèce de pseudoscorpions de la famille des Neobisiidae.

## Distribution
Cette espèce est endémique de Bosnie-Herzégovine. Elle se rencontre dans la grotte Petropavlova Pećina à Bihovo.

## Description
La femelle holotype mesure mm.

## Publication originale
- Ćurčić, Ćurčić, Ćurčić, Rađa & Dimitrijević, 2011 : On two new pseudoscorpions from Herzegovina. Archives of Biological Sciences, vol. 63, no 3, p. 855-865.